# Artsvashen
Artsvashen (in armeno Արծվաշեն?) è un comune exclave dell'Armenia della provincia di Gegharkunik.
Dal 1992, in seguito alla prima guerra del Nagorno Karabakh, il territorio di 40 chilometri quadrati, distante dall'Armenia 2 km, è occupato dall'esercito azero; il nome azero del comune exclave è Başkənd. Alla fine degli anni 2000, il villaggio è pressoché disabitato. Da un punto di vista amministrativo il villaggio appartiene de facto al distretto di Gədəbəy dell'Azerbaigian.

## Storia
L'attuale villaggio fu fondato nel 1854 come Bashkend (armeno: Բաշքենդ) dagli armeni di Choratan a Shamshadin, sebbene una precedente presenza armena sul sito sia attestata da un'iscrizione datata 1607 sulla chiesa di Surb Hovhannes in città. Successivamente il nome è stato cambiato in Hin Bashkend (armeno: Հին Բաշքենդ), che significa Vecchia Bashkend per differenziarla da Nuova o Nor Bashkend, fondato dai migranti dell'insediamento originario.
Nel maggio 1991, il ministero dell'Interno armeno riferì che i residenti di Artsvashen avevano evitato un'occupazione militare consegnando le armi. Secondo il New York Times, il 9 agosto 1992 la parte azera annunciò che le forze armate avevano "liberato" la città, distruggendo carri armati e armi nemici e uccidendo 300 "briganti" armeni, mentre i rapporti armeni non menzionavano morti ma dicevano che 29 persone erano "disperse, senza aver lasciato traccia."
Accusando l'Azerbaigian di aver organizzato una "guerra non dichiarata", il presidente armeno Levon Ter-Petrosyan inviò un telegramma ai leader del Comunità degli Stati Indipendenti dicendo che era stata commessa un'aggressione contro uno stato membro della CSI del sistema di sicurezza collettiva.

## Tappeti di Artsvashen
In epoca sovietica ad Artsvashen c'era una filiale della Haygorg (compagnia statale del "tappeto armeno"). Dopo la cattura di Artsvashen da parte delle forze azere, i residenti di Artsvashen sono migrati a Shorzha, Vardenis, Abovyan e Chambarak, dove hanno continuato le tradizioni di quest'arte.